# Emilhenco
Pour les articles homonymes, voir Emilhenco.
 (octobre 2012).
Si vous disposez d'ouvrages ou d'articles de référence ou si vous connaissez des sites web de qualité traitant du thème abordé ici, merci de compléter l'article en donnant les références utiles à sa vérifiabilité et en les liant à la section « Notes et références ».
Emilhenco (dit Tany Turens), né Émile Cohen-Meyer le 6 septembre 1938 à Bizerte (Tunisie), est un auteur, compositeur et chanteur français.

## Biographie
Diplômé [De quoi ?] en 1967 à Sopot en Pologne, diplômé Sacem (membre définitifs), il devient Membre de la FIDOF (1970), membre de la SPPF et de l'Adami.
Il enregistre ses premiers disques et commence sa carrière comme chanteur au début des années 1960. Il participe, entre autres à la Tournée Radio Monte-Carlo et au Festival international de Varadero Cuba avec son titre tube Pardonne.
Distribué aux États-Unis sous le nom de Sergent Émile avec l'Album Sings of Love, il est aussi à l'origine d'une méthode de guitare en partition et tablature distribué par Paul Beuscher en deux Volumes.
Il a été aussi Illustrateur (Catalogue Boosey & Hawkes) et éditeur (ECAP) de poèmes racontés par Pierre Fresnay sortie sous plusieurs ouvrages en disque microsillon.
Aujourd'hui [Quand ?] Emilhenco est réalisateur artistique à Paris dans le 10e arrondissement et possède un studio d'enregistrement équipé en analogique et numérique destiné à la réalisation, à l'arrangement (musique), au mixage audio et au pré-mastering.

## Carrière

### Collaborations
Il collabore avec Léo Missir et compose aussi pour Jacqueline Nero le titre Marlyna, distribué par RCA Records.

### Musiques de films
- Baiser de 16 ans de Claude Berri, 1963
- Coco la Fleur, candidat, de Christian Lara, 1979
- Mamito de Christian Lara, 1980
- Chap'la de Christian Lara, 1980
- Flics de choc de Jean-Pierre Desagnat, 1983

Il a aussi composé dans les années 1980 diverses musiques de films érotiques ainsi que :
- Un des génériques pour la BBC British Broadcasting Corporation.
- Les chansons d'Isidore et Clementine (Croque Vacances)[2]
- De très nombreux instrumentaux pour MINNESOTA 3M (musiques d'ambiance diffusées dans le monde entier)
- Pour la mémoire de Joseph Franceschi la chanson C'est le vide
- L'Hymne pour le Tournoi Rugby des Cinq Nations

Il a aussi produit un disque microsillon 33 tours chanté en espéranto, interprété par Max Roy Carrouges.

### Chansons écrites et interprétées par Emilhenco
- Pardonne (Monte-Carlo distribution Vogue) et Che ti ho fatto di male (version Italienne distribué par GTA records)

C'est plus fort que moi. Je ne me souviens plus de rien. Nous deux sur le sable. Les quatre frères. Marque de disque Monte-Carlo (1967)
- Un brin de jasmin (Philips)
- J'ai envie de vivre (Philips)
- En ouvrant ta lettre (Philips)
- Tout seul je partirai (Philips)
- Tengo ganas de vivir (Philips)
- Les Bras en croix (Panorama disques)

### Chansons écrites et composées pour divers artistes
- Michel Laurent, Laisse-moi rêver (1963 Decca)
- Los Tamara, Perdona, (Zafiro 1967)/ Las espinas de una Rosa (Novola 1969 Espagne)
- Chantal, Si le cœur t'en dit (Barclay)
- Evy, 1+1=1 (Barclay)
- Henry Monti, Passeport pour l'aventure (Windsor disques)
- Jacqueline Nero, Marlyna (RCA)
- Les Players, Aie l'Amour et les voyages (Polydor)
- Hugues Viscaino, Quelquefois / Je suis drogué par la musique (EMI/PATHE)
- René Serge, Maman, j'ai compris (Mariam Records)
- About Emilhenco, Emilhenco on a Hammond Organ (Montreal EMC-MAGALI ECAP)